# Базиліка Преображення Господнього (Фавор)
Базиліка Преображення Господнього — церква францисканців, побудована на горі Фавор в Ізраїлі. Згідно з християнською традицією, тут сталося Преображення Ісуса Христа з появою старозавтніх пророків Мойсея та Іллі (Мт. 17:1-9).

## Історія будівлі
Сучасний храм, який є частиною францисканського монастиря, побудований за проектом італійського архітектора Антоніо Барлуцці  у 1924 році на самій вершині гори Фавор під час Британського мандату у Палестині. Він споруджений на руїнах стародавньої візантійської церкви IV—VI століть і церкви XII століття, побудованої хрестоносцями та зруйнованої в часи отоманського панування. Частину руїн цих стародавніх зруйнованих храмів видно перед собором, вони виявлені при його будівництві. Недалеко від церкви знаходиться інший храм, від грецької православної церкви пророка Іллі.

## Архітектура
Храм виконаний в римсько-сирійському стилі IV—VII століть. Фасад базиліки підтримується з боків двома однаковими вежами, з'єднаними в центрі величезної аркою, що спирається на пілони. Усередині базиліка має три нави. У головній  абсиді знаходиться мозаїчне зображення  Преображення. Воно зроблене золотистою мозаїкою, що символізує Преображення Ісуса Христа на цій горі. У день свята Преображення Господнього світло сонця якраз попадає на золоту мозаїку створюючи таким чином величну ілюмінацію. Крипта зберегла деякі архітектурні деталі, пов'язані з візантійською епохою та періодом  хрестових походів. Кожна вежа у церкві має свою каплицю. Каплиця пророка Іллі розташована у південній вежі, а Мойсея у північній.

## Галерея

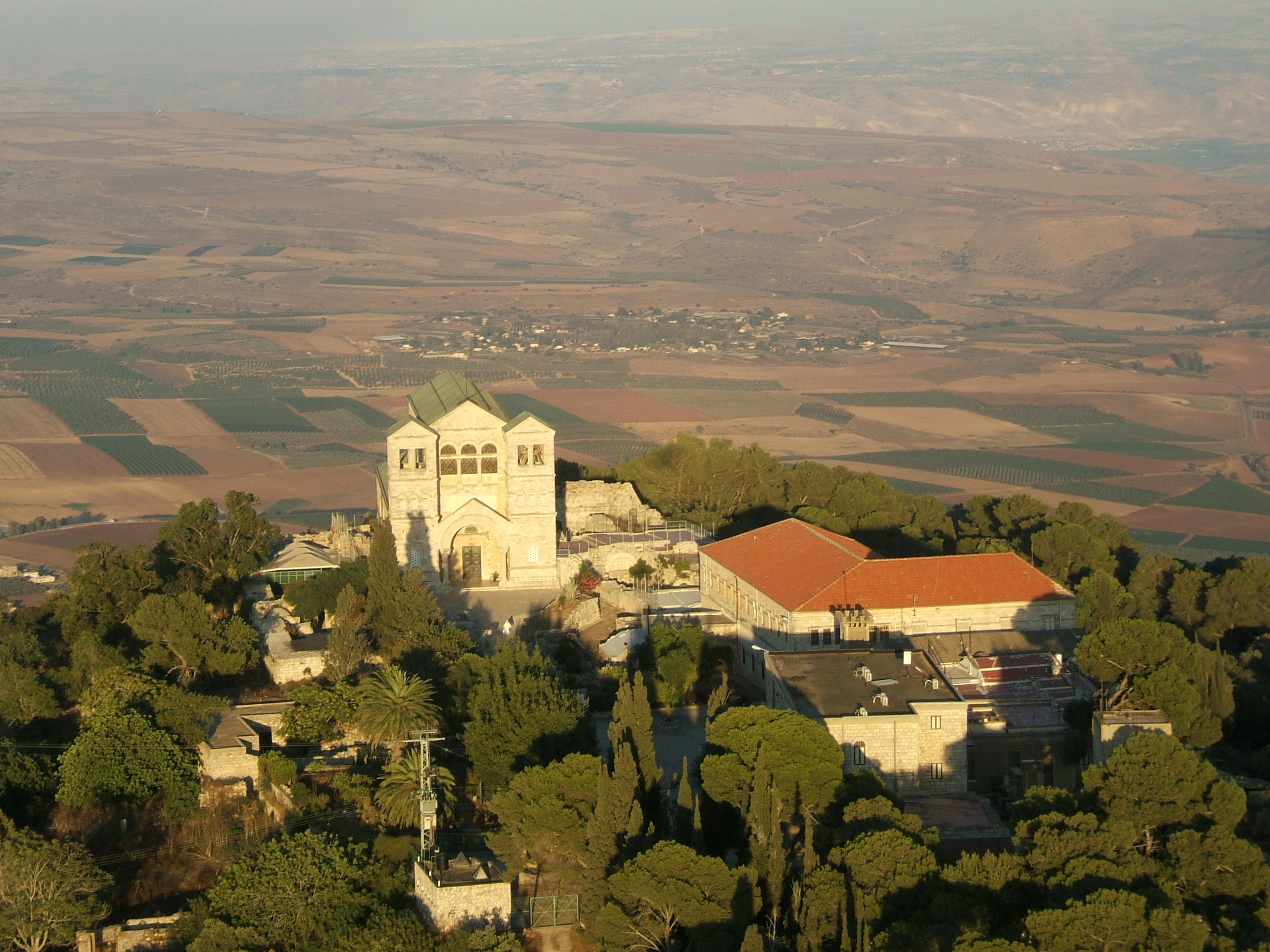
Вид на церкву з повітря
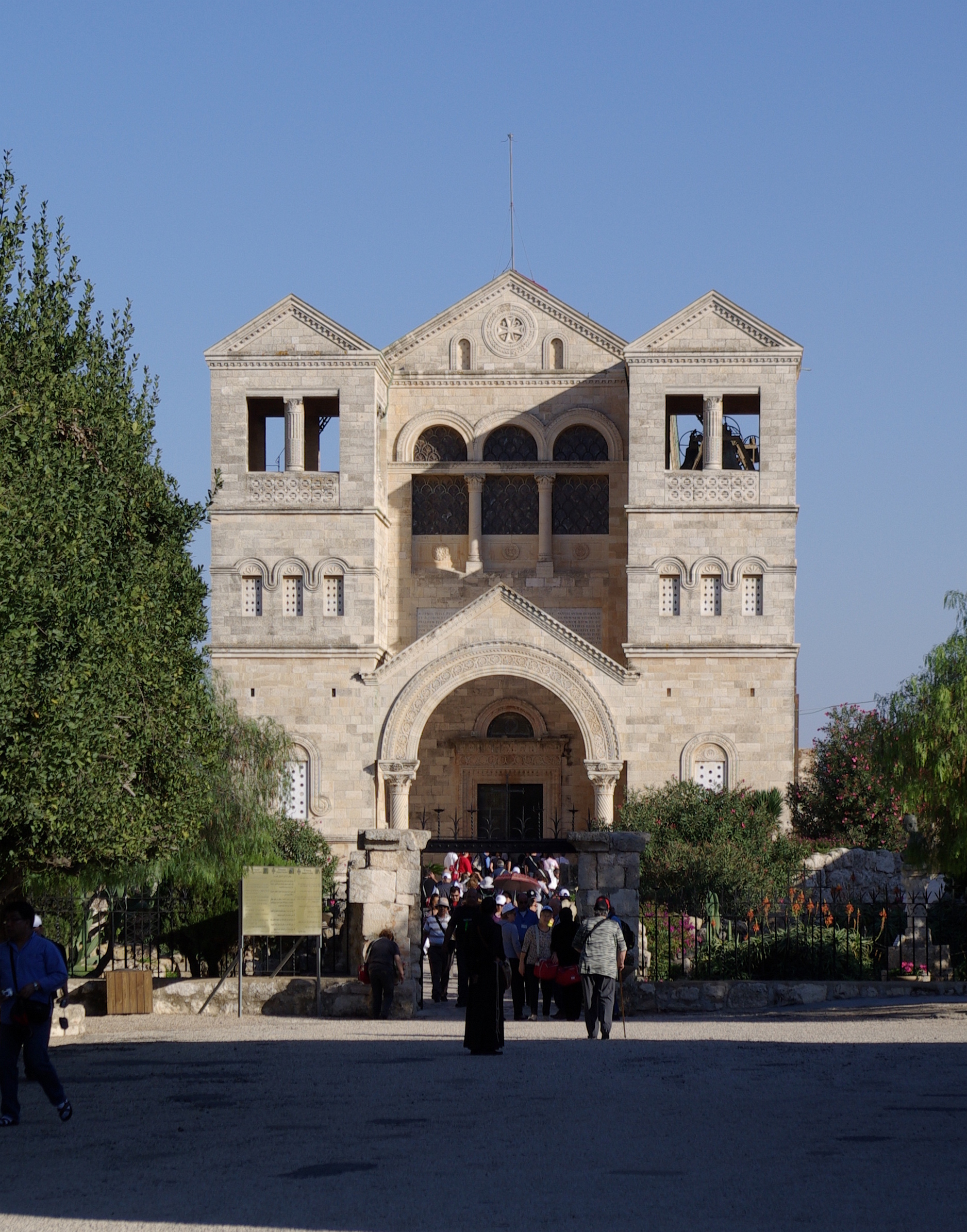
Екстер'єр
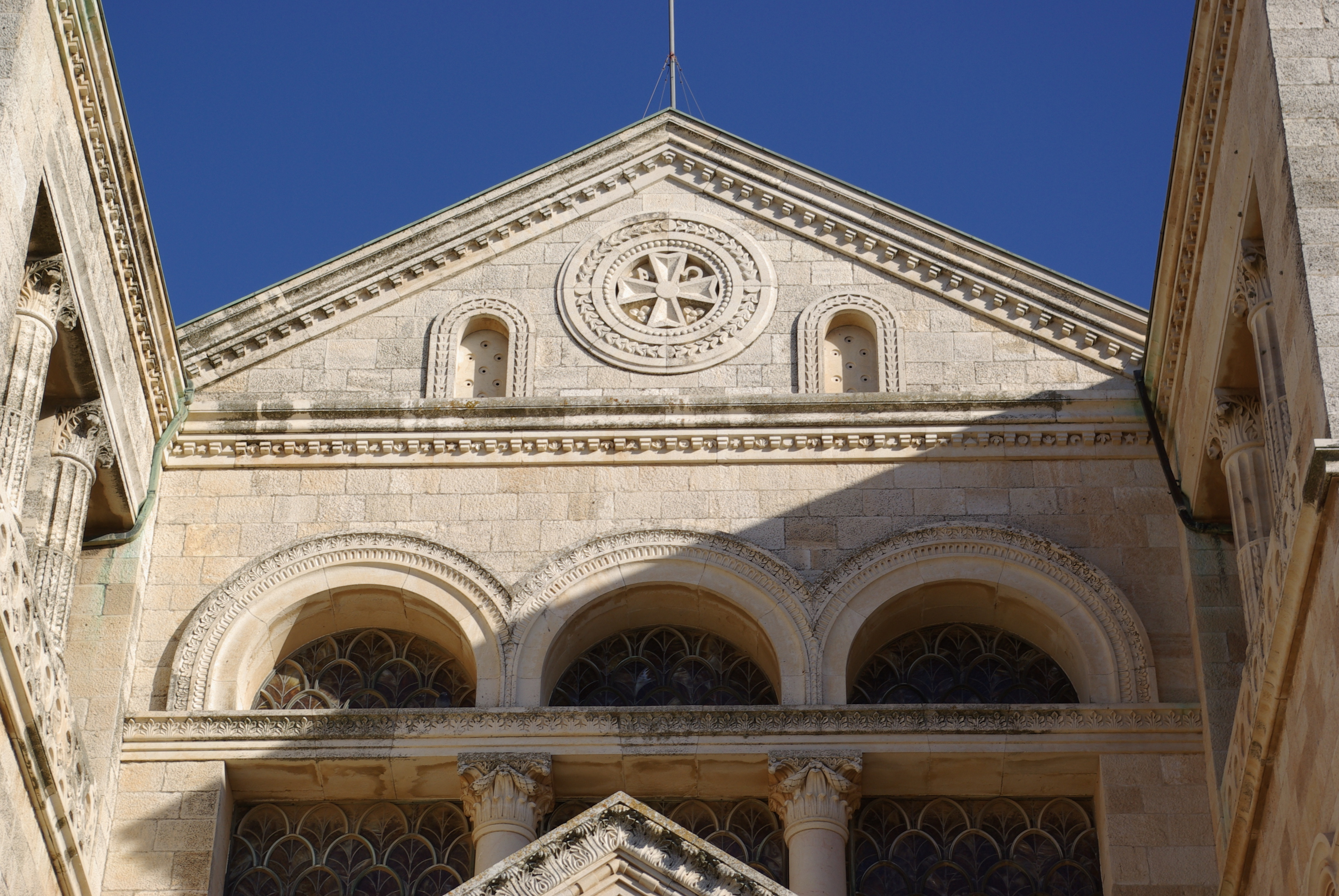
Фасад
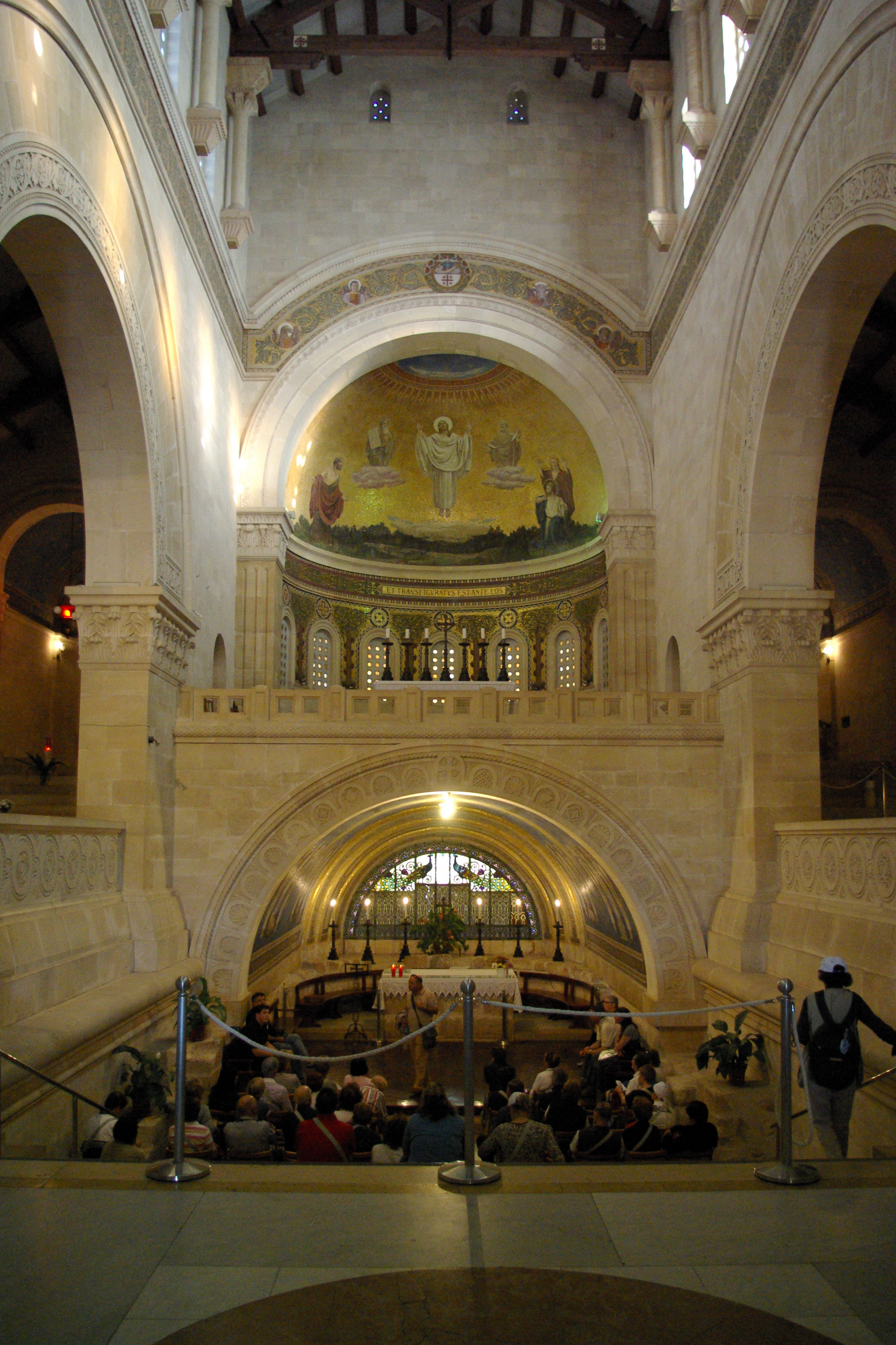
Інтер'єр
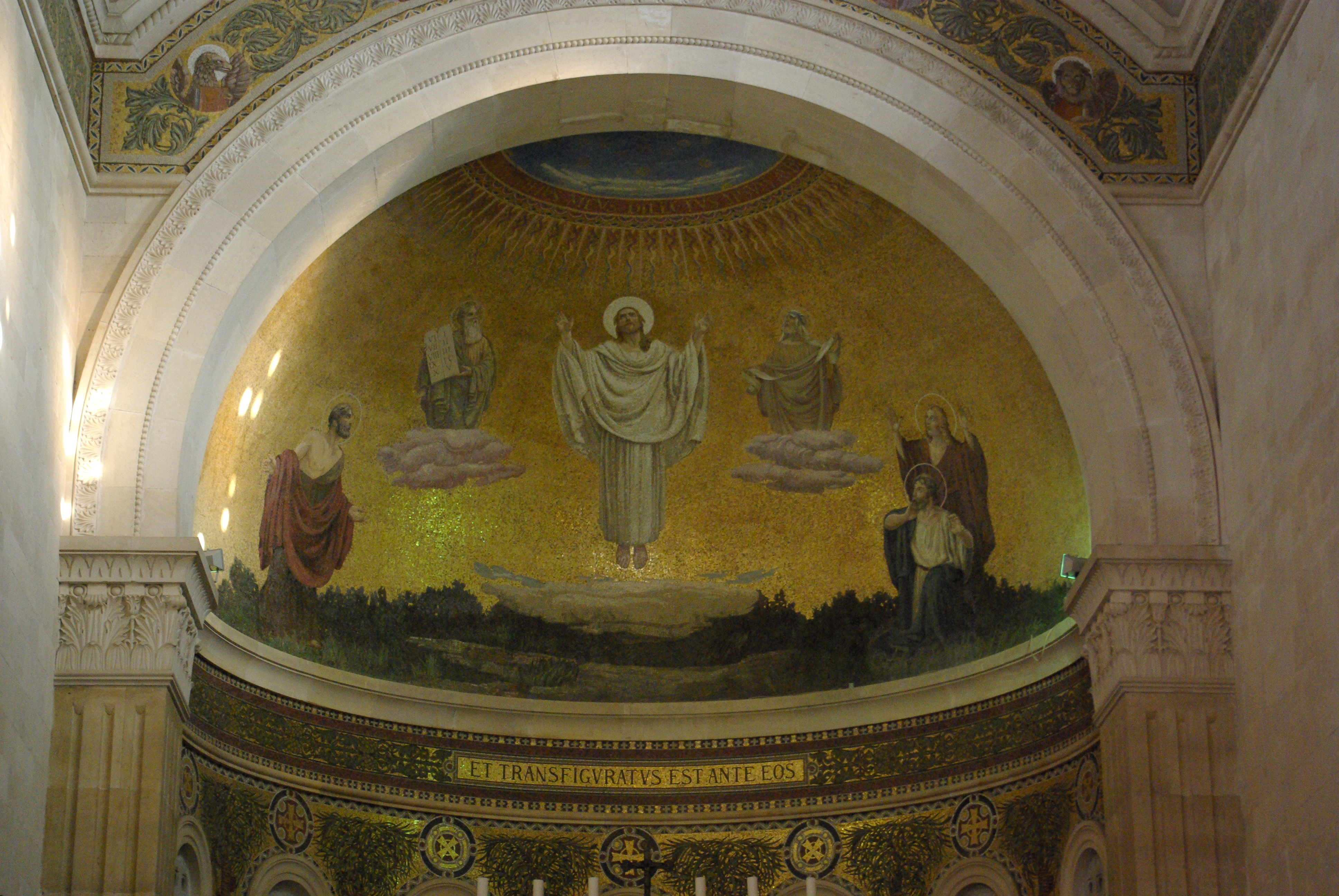
Мозаїка
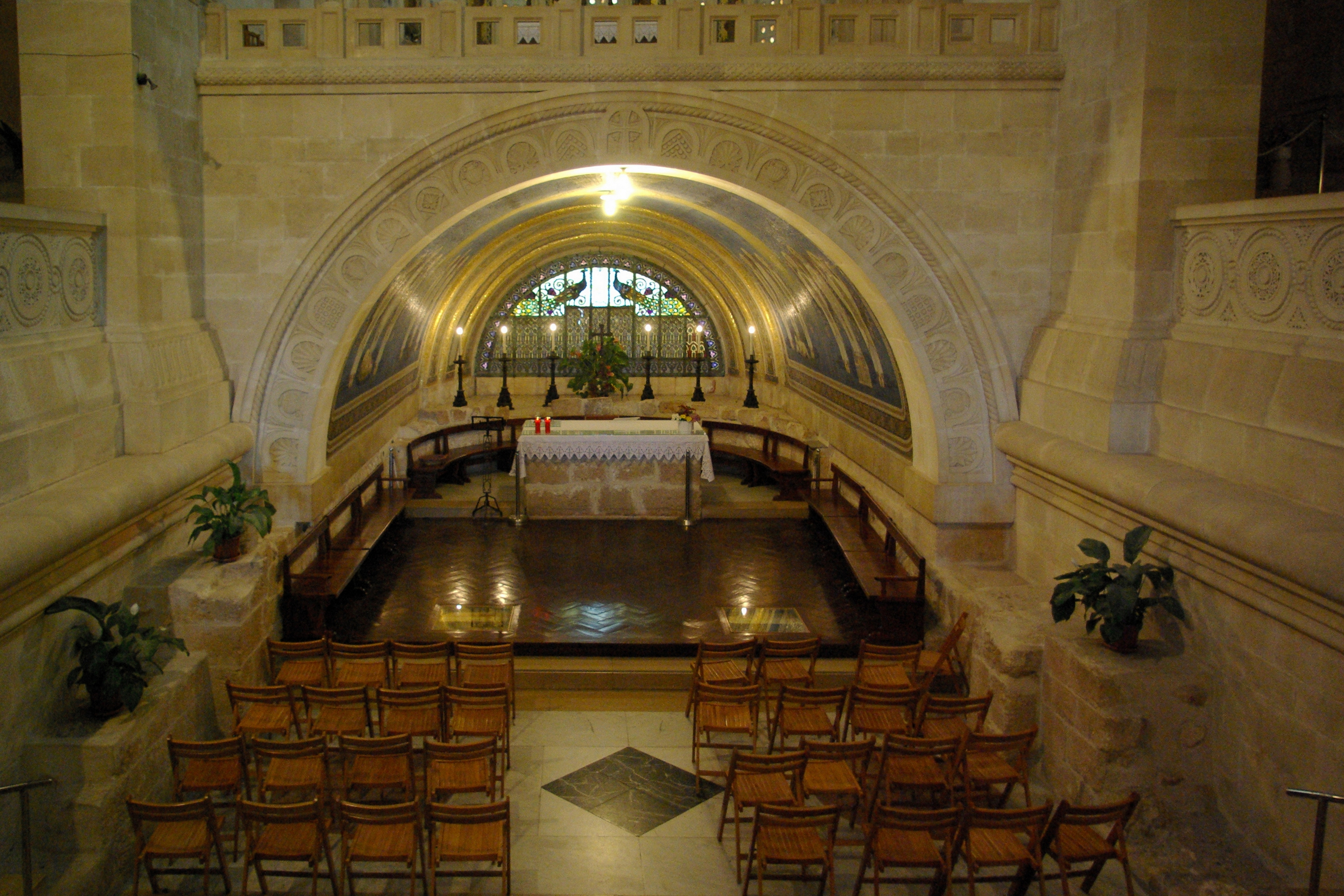
Крипта під мозаїкою